# Pic robuste
Campephilus robustus
Espèce
Statut de conservation UICN

 LC  : Préoccupation mineure
Le Pic robuste (Campephilus robustus) est une espèce d'oiseau de la famille des Picidae. Son aire de répartition s'étend sur l'Argentine, le Paraguay et le Brésil.
C'est une espèce monotypique.